# Bolandoz
Bolandoz est une commune française située dans le département du Doubs, la région culturelle et historique de Franche-Comté et la région administrative Bourgogne-Franche-Comté.
Ses habitants se nomment les Bolandoziens et Bolandoziennes.

## Géographie

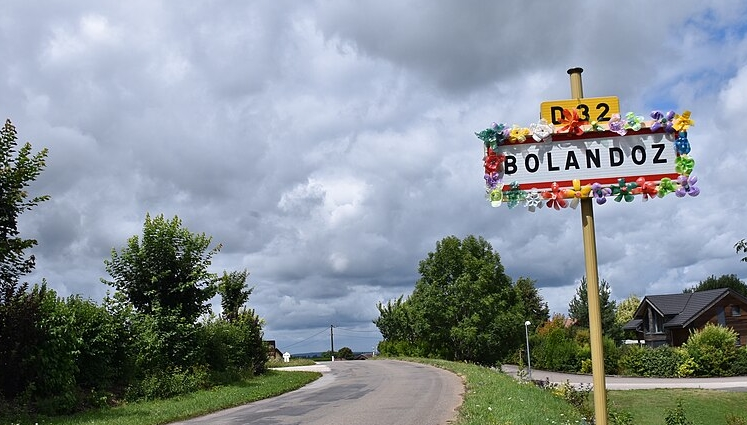
Une entrée du village.

Situé à une altitude allant de 650 m (village) à 950 m (côte de Bolandoz « Les Prédits »), Bolandoz se trouve sur le plateau d'Amancey à 35 km de Besançon et 25 km de Pontarlier.

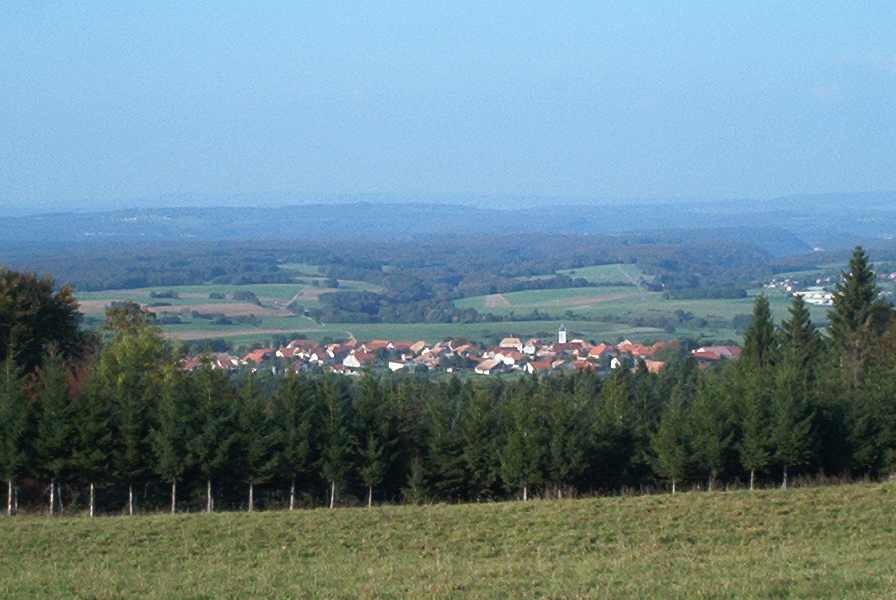
Bolandoz.

Le plateau karstique sur lequel se situe le village est encadré à l'est par la vallée de la Loue et à l'ouest par la vallée du Lison (affluent de la Loue, elle-même affluent du Doubs).
Cette partie du plateau est majoritairement constituée de pâturages pour la zone située autour du village, et de forêts à majorité d'épicéas pour la zone s'élevant vers le sud, appelée « côte de Bolandoz ». Cette « côte » est en fait une crête montagneuse avoisinant les 1 000 mètres d'altitude et qui s'étend de Déservillers jusqu'à Longeville, en passant par Bolandoz, Reugney, et Amathay-Vésigneux. Plusieurs points de vue s'offrent aux regards, un en particulier situé en direction de Reugney au lieu-dit le Temps, permet d'apercevoir les Alpes par temps clair.

### Climat
Pour des articles plus généraux, voir Climat de la Bourgogne-Franche-Comté et Climat du Doubs.
En 2010, le climat de la commune est de type climat de montagne, selon une étude du Centre national de la recherche scientifique s'appuyant sur une série de données couvrant la période 1971-2000. En 2020, Météo-France publie une typologie des climats de la France métropolitaine dans laquelle la commune est dans une zone de transition entre le climat semi-continental et le climat de montagne et est dans la région climatique  Jura, caractérisée par une forte pluviométrie en toutes saisons (1 000 à 1 500 mm/an), des hivers rigoureux et un ensoleillement médiocre. 
Pour la période 1971-2000, la température annuelle moyenne est de 8,7 °C, avec une amplitude thermique annuelle de 16,7 °C. Le cumul annuel moyen de précipitations est de 1 404 mm, avec 13,1 jours de précipitations en janvier et 10,4 jours en juillet. Pour la période 1991-2020, la température moyenne annuelle observée sur la station météorologique de Météo-France la plus proche, « Coulans », sur la commune d'Éternoz à 6 km à vol d'oiseau, est de 10,5 °C et le cumul annuel moyen de précipitations est de 1 259,2 mm. 
La température maximale relevée sur cette station est de 38,7 °C, atteinte le 24 août 2023 ; la température minimale est de −18,9 °C, atteinte le 20 décembre 2009,,. 
Les paramètres climatiques de la commune ont été estimés pour le milieu du siècle (2041-2070) selon différents scénarios d'émission de gaz à effet de serre à partir des nouvelles projections climatiques de référence DRIAS-2020. Ils sont consultables sur un site dédié publié par Météo-France en novembre 2022.

## Urbanisme

### Typologie
Au 1er janvier 2024, Bolandoz est catégorisée commune rurale à habitat dispersé, selon la nouvelle grille communale de densité à 7 niveaux définie par l'Insee en 2022.
Elle est située hors unité urbaine et hors attraction des villes,.

### Occupation des sols
L'occupation des sols de la commune, telle qu'elle ressort de la base de données européenne d’occupation biophysique des sols Corine Land Cover (CLC), est marquée par l'importance des territoires agricoles (63,4 % en 2018), une proportion sensiblement équivalente à celle de 1990 (63,2 %). La répartition détaillée en 2018 est la suivante : 
prairies (35,6 %), forêts (32,8 %), zones agricoles hétérogènes (15,5 %), terres arables (12,3 %), zones urbanisées (3,8 %). L'évolution de l’occupation des sols de la commune et de ses infrastructures peut être observée sur les différentes représentations cartographiques du territoire : la carte de Cassini (XVIIIe siècle), la carte d'état-major (1820-1866) et les cartes ou photos aériennes de l'IGN pour la période actuelle (1950 à aujourd'hui).

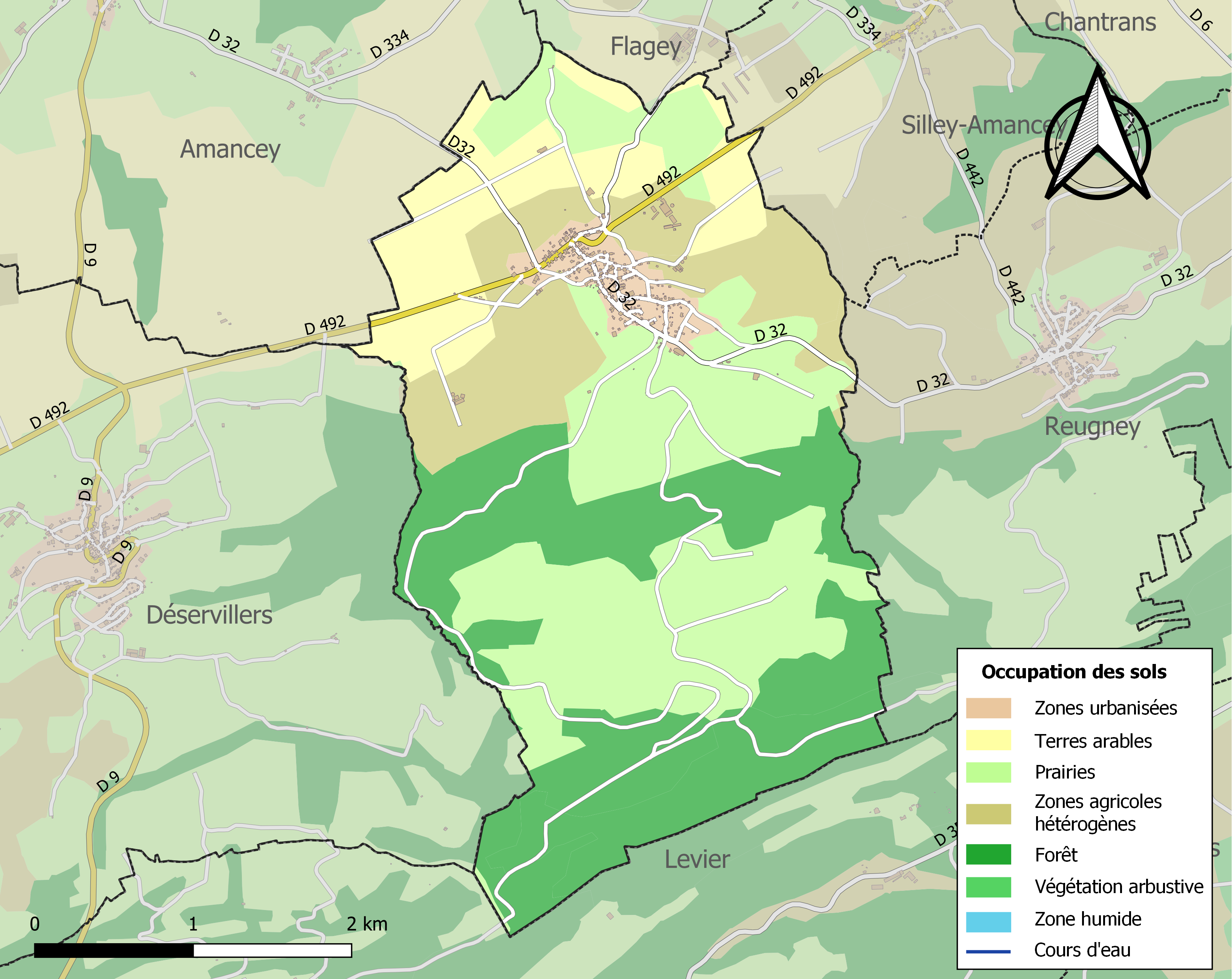
Carte des infrastructures et de l'occupation des sols de la commune en 2018 (CLC).

## Toponymie
Bollando au XIIIe siècle ; Bois Lando en 1311 ; Bolando en 1318 ; Boislando en 1367 ; Boislandol en 1410 ; Bolando en 1509 ; Bolandoz depuis 1629.

## Histoire

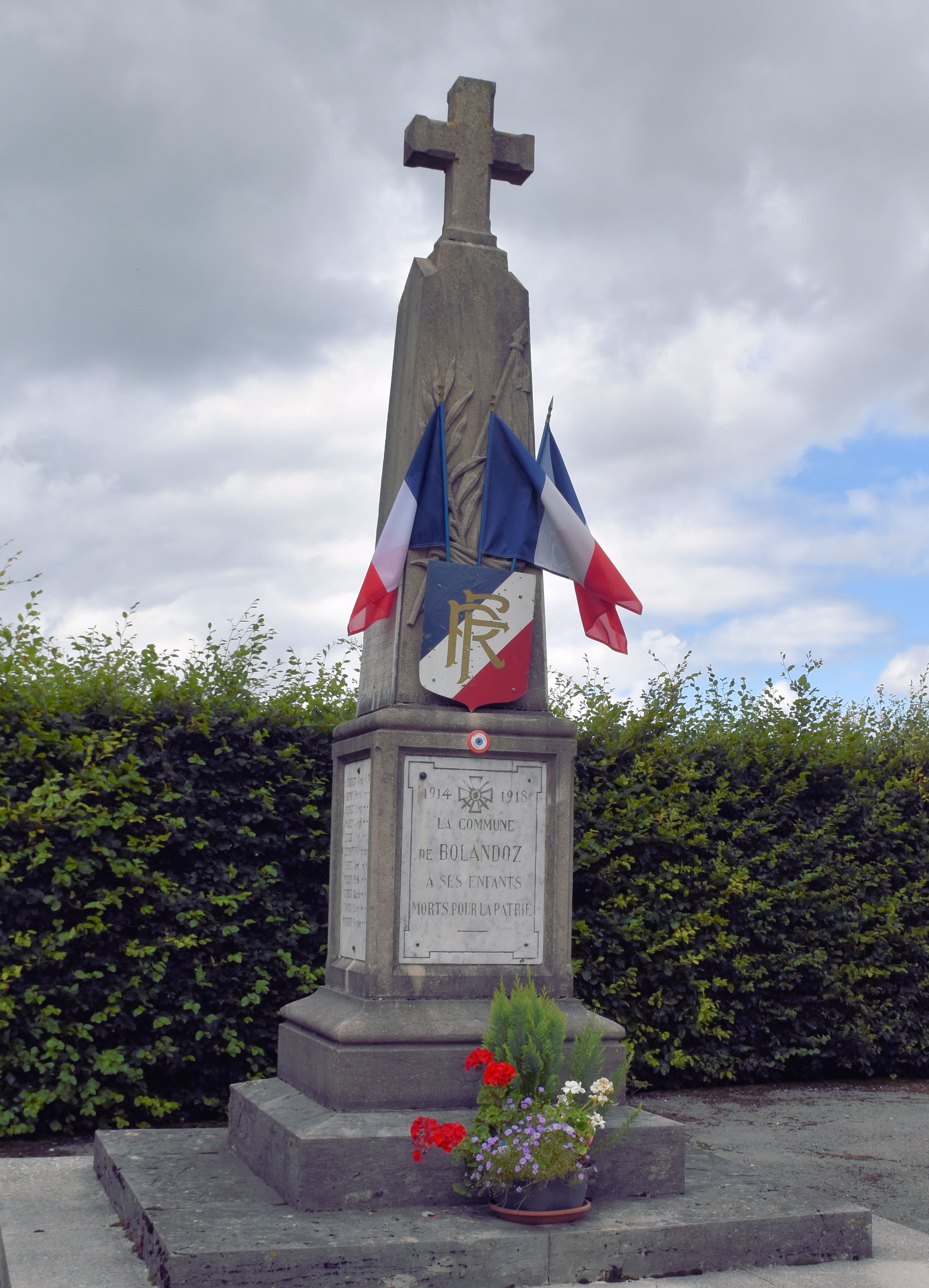
Le monument aux morts surmonté d'une croix latine.

L'origine du nom n'est pas exactement définie, on peut cependant dire qu'au XIIIe siècle ce nom fait peut-être référence au patronyme de « Boland », et aurait été interprété par la suite comme le « bois de Landoz »
Dès l'âge du fer, l'homme signale sa présence sur la partie nord de la commune et se fixe sur une croupe qui commande à la fois ce terroir fertile et la voie Ornans-Salins.
Au Moyen Âge, Bolandoz est sous la tutelle de la seigneurie de Maillot. Patrie de Jean de Bolandoz (dit capitaine Brisbarre), chef des Grandes Compagnies qui, au XIVe siècle, s'empara du château fort du comte de Scey et terrorisa toute la région.
En 1364, le châtelain de Scey devient donc Jean de Bolandoz. Après s'être attiré les foudres de la comtesse Marguerite, pour s'être attaqué à un des membres de la famille comtale (Henri de Vienne), celle-ci le fait exécuter et confisque ses biens.
En 1698, le peuple de Bolandoz profite d'un édit royal, pour acheter la « Justice » du village, et de ce fait devient son propre seigneur. Dans le même temps, un vicaire résident est affecté à Bolandoz afin d'y desservir son église.
Ceci n'empêche pas le village de continuer de dépendre de la paroisse de Chantrans (à laquelle il est rattaché depuis le XIIIe siècle).
À la Révolution, Bolandoz, profondément attaché à sa pratique du culte, n'accepte pas les lois de la République. L'armée interviendra en 1793 mais le village restera « rebelle » jusqu'à la fin du XVIIIe siècle.
Jusqu'au milieu du XIXe siècle, le village de Bolandoz prospère grâce à une économie axée sur la production laitière. En 1848, il y a trois fromageries dans le village. En 1851 celui-ci compte 620 âmes, à cette époque, existaient trois hameaux dépendants de Bolandoz :
- les moulins du ruisseau de Rochanon (on devine encore les vestiges de cette activité minotière) ;
- la ferme de la Ravière installée sur la Côte de Bolandoz (aujourd'hui disparue) ;
- ainsi qu'un hameau se développant à proximité de la chapelle de Notre-Dame-des-Aventures, (elle-même construite sur le site d'une ancienne maladrerie). Ce hameau a également disparu, la chapelle a quant à elle subsisté.

Aujourd'hui, le village ne compte plus que 390 habitants, la principale activité reste l'élevage de vaches laitières (8 exploitations agricoles en activité au début du XXIe siècle) et la production de fromages, parmi lesquels le comté. Il ne subsiste plus qu'une seule fromagerie (fruitière aussi appelée « chalet »).
Une petite usine de tôlerie industrielle s'est installée à la sortie du village en direction de Reugney.
Quelques activités touristiques se sont développées (randonnée, gîte d'étape et piste de ski de fond).
Le Tour de France cycliste est passé par Bolandoz le 12 juillet 2019.

## Politique et administration
| Période                                  | Période  | Identité               | Étiquette | Qualité              |
| ---------------------------------------- | -------- | ---------------------- | --------- | -------------------- |
| mars 2001                                | mai 2020 | Jean Pierre Débois     | DVD       | Agriculteur retraité |
| mai 2020                                 | En cours | Marie-Pierre Grandjean |           |                      |
| Les données manquantes sont à compléter. |          |                        |           |                      |

## Démographie
L'évolution du nombre d'habitants est connue à travers les recensements de la population effectués dans la commune depuis 1793. Pour les communes de moins de 10 000 habitants, une enquête de recensement portant sur toute la population est réalisée tous les cinq ans, les populations de référence des années intermédiaires étant quant à elles estimées par interpolation ou extrapolation. Pour la commune, le premier recensement exhaustif entrant dans le cadre du nouveau dispositif a été réalisé en 2008.

En 2022, la commune comptait 379 habitants, en stagnation par rapport à 2016 (Doubs : +1,88 %, France hors Mayotte : +2,11 %).
| 1793 | 1800 | 1806 | 1821 | 1831 | 1836 | 1841 | 1846 | 1851 |
| ---- | ---- | ---- | ---- | ---- | ---- | ---- | ---- | ---- |
| 497  | 505  | 525  | 528  | 537  | 540  | 563  | 601  | 618  |

| 1856 | 1861 | 1866 | 1872 | 1876 | 1881 | 1886 | 1891 | 1896 |
| ---- | ---- | ---- | ---- | ---- | ---- | ---- | ---- | ---- |
| 554  | 522  | 530  | 508  | 510  | 510  | 480  | 465  | 463  |

| 1901 | 1906 | 1911 | 1921 | 1926 | 1931 | 1936 | 1946 | 1954 |
| ---- | ---- | ---- | ---- | ---- | ---- | ---- | ---- | ---- |
| 457  | 460  | 483  | 451  | 429  | 427  | 442  | 385  | 372  |

| 1962 | 1968 | 1975 | 1982 | 1990 | 1999 | 2006 | 2008 | 2013 |
| ---- | ---- | ---- | ---- | ---- | ---- | ---- | ---- | ---- |
| 322  | 294  | 290  | 294  | 316  | 299  | 332  | 342  | 372  |

| 2018 | 2022 | - | - | - | - | - | - | - |
| ---- | ---- | - | - | - | - | - | - | - |
| 366  | 379  | - | - | - | - | - | - | - |

## Personnalités liées à la commune
- Pierre Baudouin-Bugnet, député sous la Troisième République.
- Jean Victor Corbet[24], né le 27 vendémiaire de l’an VIII de la République (18 octobre 1799) à Bolandoz, canton d’Amancey, à 3 heures du matin, fils de Jean Georges Corbet, cultivateur et de Marie-Joseph Demontrond.

Il fait ses humanités à Besançon, se consacre à la médecine et sera professeur à l’École de médecine de Besançon, nommé chirurgien-chef de l’hôpital et chef du service Saint-Joseph le 2 juin 1840. Il a le grand mérite d’introduire l’anesthésie à l’éther dès le mois de janvier 1847 à Besançon, trois mois et demi après la première mondiale de Boston et quarante jours après la première réussite parisienne ; il fut aidé en cela par monsieur Petey, dentiste industrieux.
Il meurt le 24 août 1861 à 5 heures du matin à Montfaucon, au lieu-dit la Charade. Il est inhumé au cimetière de Morre.

## Lieux et monuments

### Tumulus
Construit de 550 à 450 av. J.-C., il est fait de terre et pierre.
De nombreux tertres funéraires ont été découverts vers la fin du XIXe siècle, par l'archéologue Auguste Castan. Ces tumuli attestent de l'importance de l'occupation de la commune à l'époque du Hallstatt (de 900 et 450 av. J.-C.).
Citons le tertre funéraire circulaire de « Derrière le Mouthier » qui a un diamètre de 5 mètres. Parmi les vestiges trouvés sous un lit de pierres de 40 cm, citons : du charbon, des poteries fragmentées, rouelles, fibules et autres bracelets. Tous ces objets, comme ceux des autres tumuli de Bolandoz ont aujourd'hui disparu.

### Église

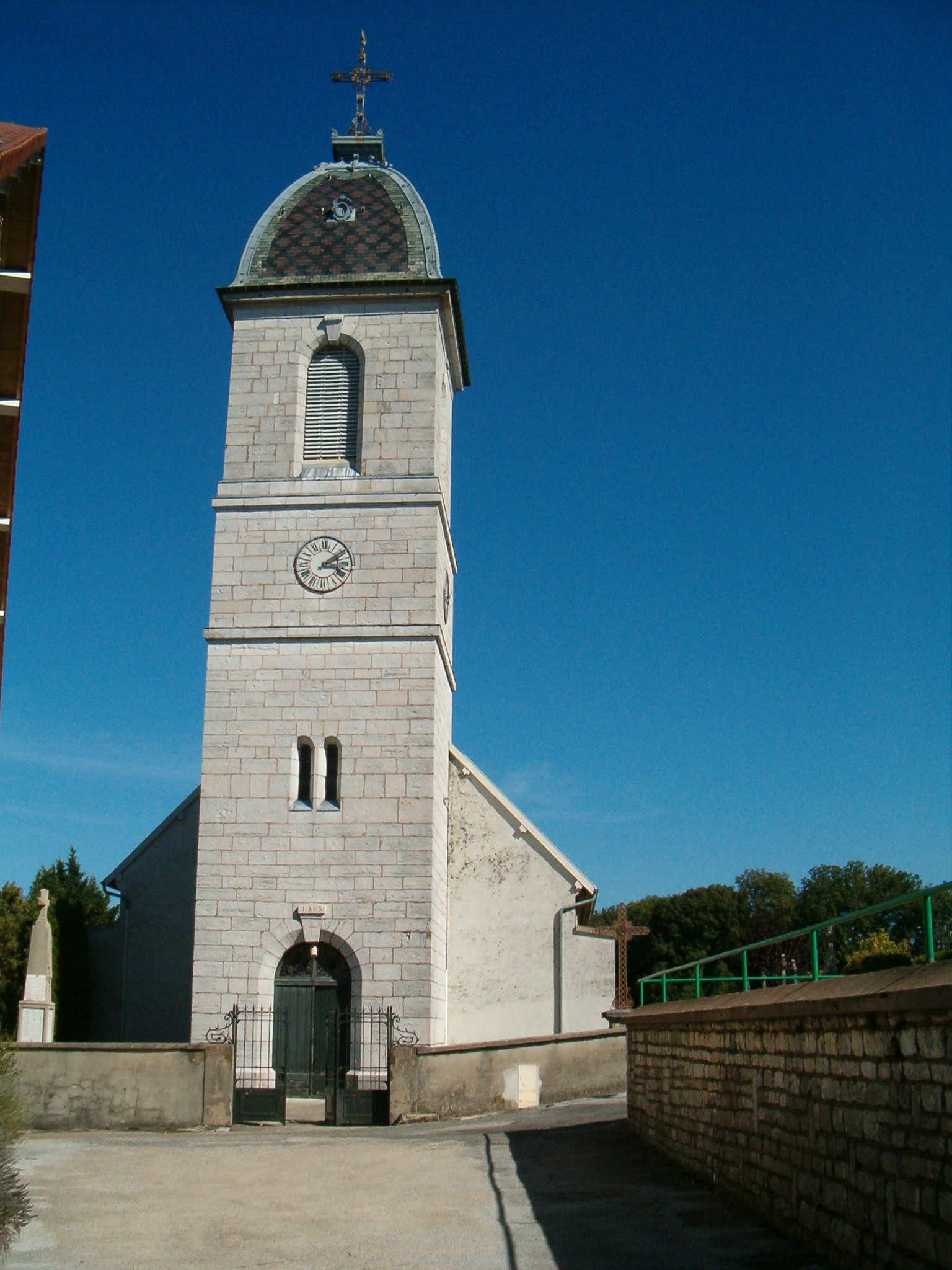
Église de Bolandoz.

L'Église dédiée à saint Georges[Lequel ?] est du type église-halle ; elle date du XVIIIe siècle.
Entièrement reconstruite en 1723, à l'exception du clocher-porche qui a été construit en 1860.
Cette église, dont les vitraux viennent d'être restaurés, recèle de très belles pièces entre autres :
- Vierge à l'Enfant

Une des pièces les plus intéressantes se trouvant dans cette église est une « Vierge à l'Enfant ».
Cette statuette en bois polychrome et doré datant du XVe siècle, de 98 cm par 61 cm, est logée dans une niche datant du XVIIIe siècle.
Elle reprend les caractéristiques stylistiques de la sculpture bourguignonne de la fin du Moyen Âge (Cl. M.H. 1916).
- Saint Georges équestre

On trouve également dans cette église qui lui est dédiée, une statuette de saint Georges, sur un cheval représenté de façon naïve. Cette sculpture en bois polychrome et doré, de 70 cm par 50 cm, date vraisemblablement du milieu du XVe siècle. L'équipement du chevalier : salade à visière mobile, selle et harnachement, sont des équipements de chevalier du milieu du XVe siècle. Exceptionnellement, saint Georges est ici équipé d'une hache d'hast destinée à l'infanterie, au lieu de sa traditionnelle lance ou épée, ce qui laisse à penser que la statuette aurait subi une restauration (Cl. M.H. 1916).
- Dalle funéraire

Une dalle funéraire en calcaire de 100 x 200 cm environ, représentant un clerc, et datant de vers 1500 environ se trouve dans le dallage sur le côté sud de l'église où elle a été réutilisée.
Outre le dessin représentant le défunt les mains jointes, une épitaphe est inscrite à ses pieds. La traduction partielle de celle-ci est : « Cy git discrète personne […] de cette chapelle dont Dieu ait l'âme » nous rappelle qu'à cette époque, Bolandoz ne possède pas d'église, mais seulement une chapelle (Cl. M.H. 1916).
- Boiseries du chœur

Ces boiseries datant du XVIIIe siècle (époque Louis XVI) seraient l'œuvre de Claude Brachotte, menuisier de Valdahon. Huit panneaux en bois cirés « à la capucine » complétés par les portes de la sacristie, (de même hauteur) sont recouverts de chutes d'ornement  sacerdotaux, et de gros rubans sculptés. L'ensemble est surmonté par une corniche ornée de triglyphe et de drapés antiquisants (Cl. M.H. 1916).
- Vierge de Pitié

Une statue de la Vierge Marie, représentant Marie qui tient le cadavre de son fils, a été construite au XVIe siècle. Elle est en bois polychrome et doré, et mesure 74 × 45 cm.

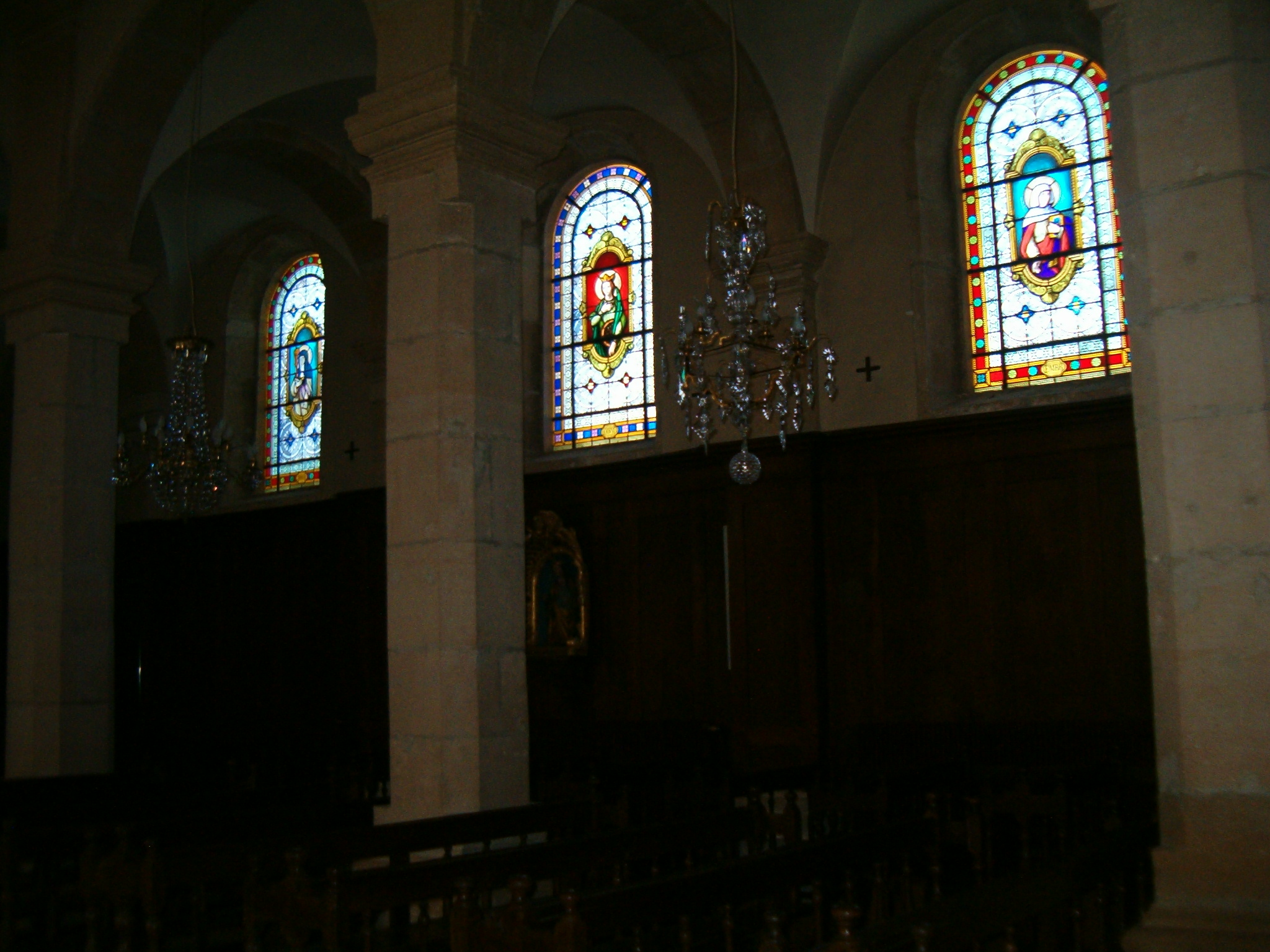
Vitraux église.
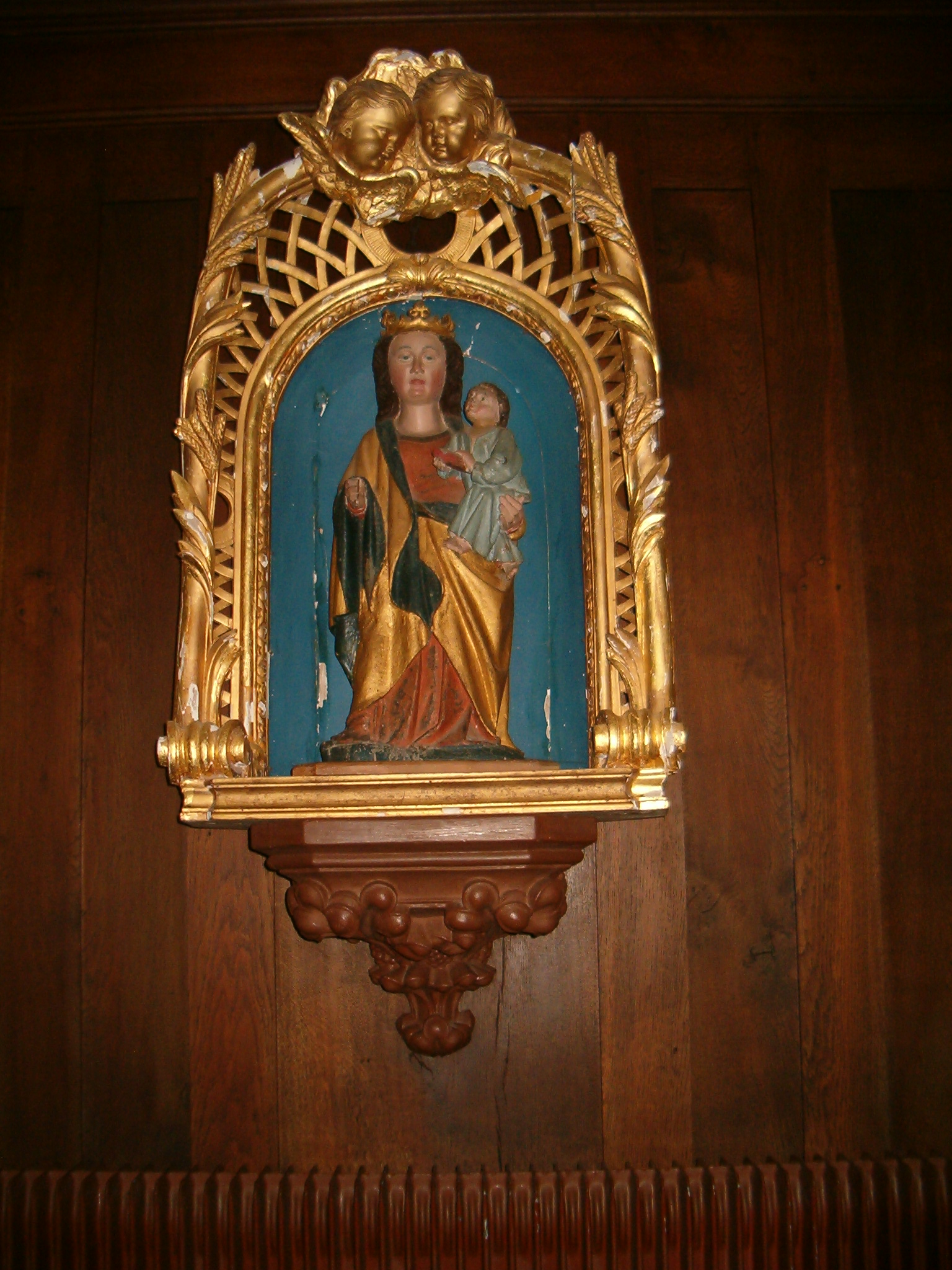
Vierge à l'Enfant.
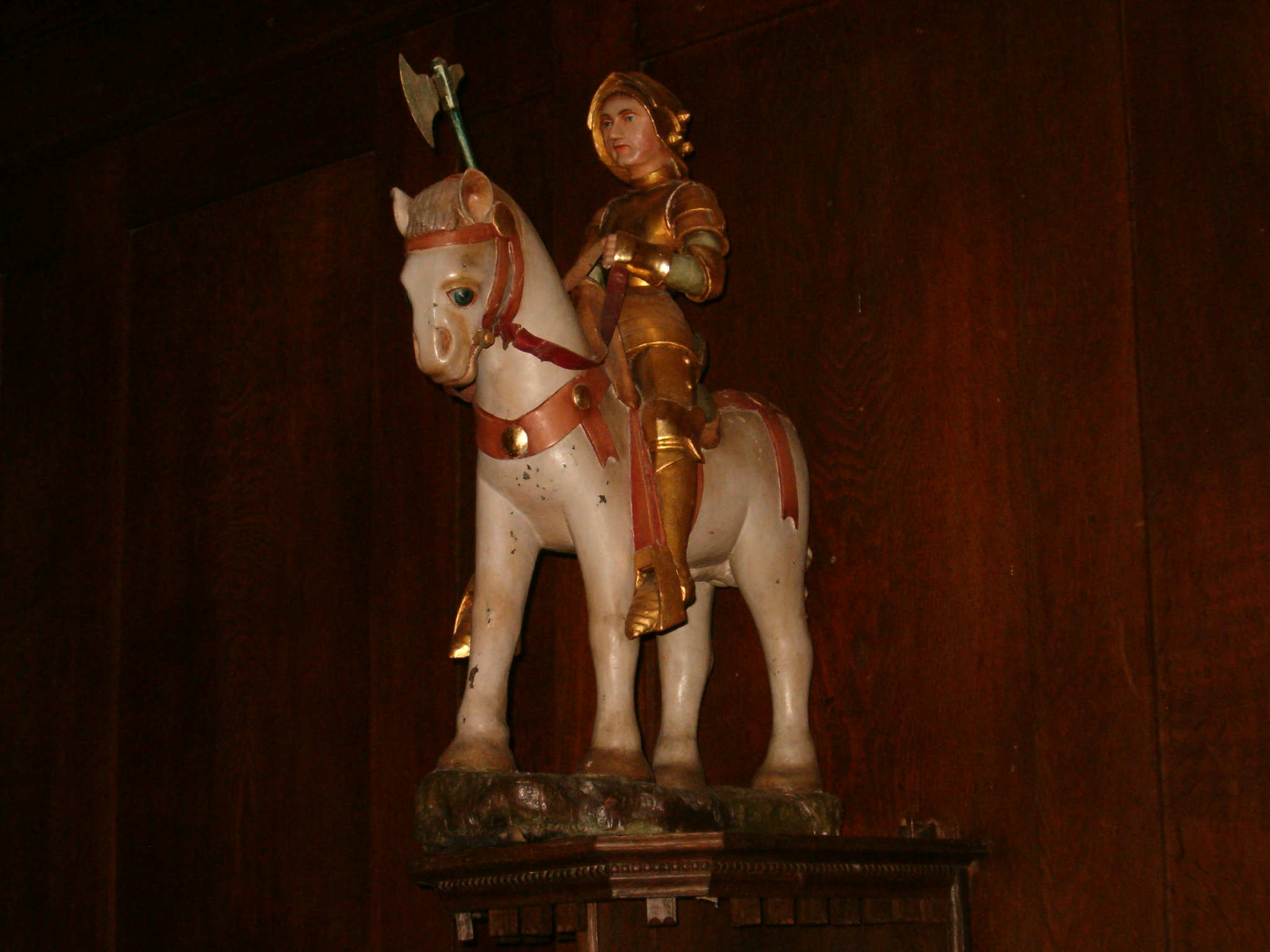
Saint Georges équestre.
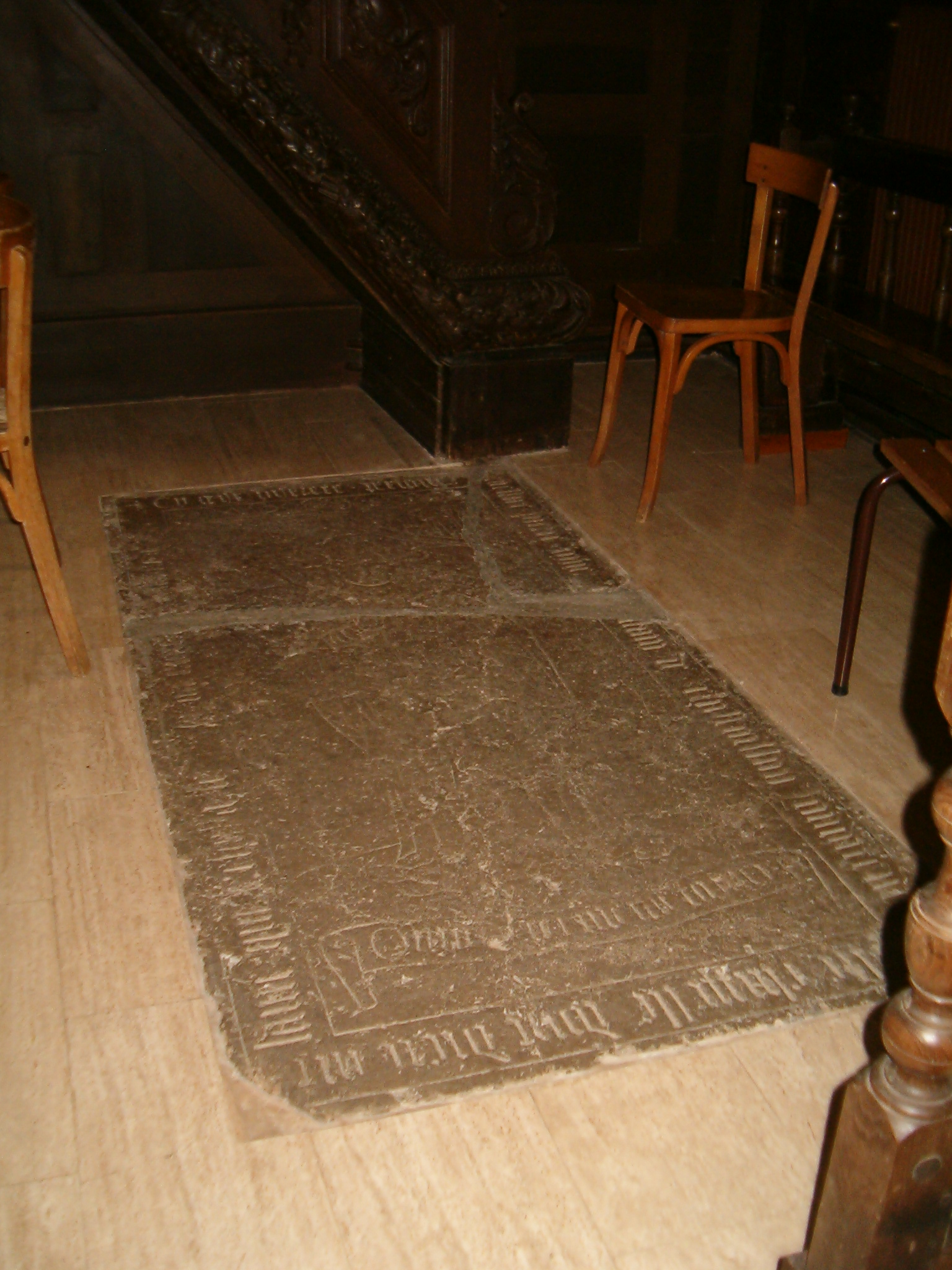
Dalle funéraire.
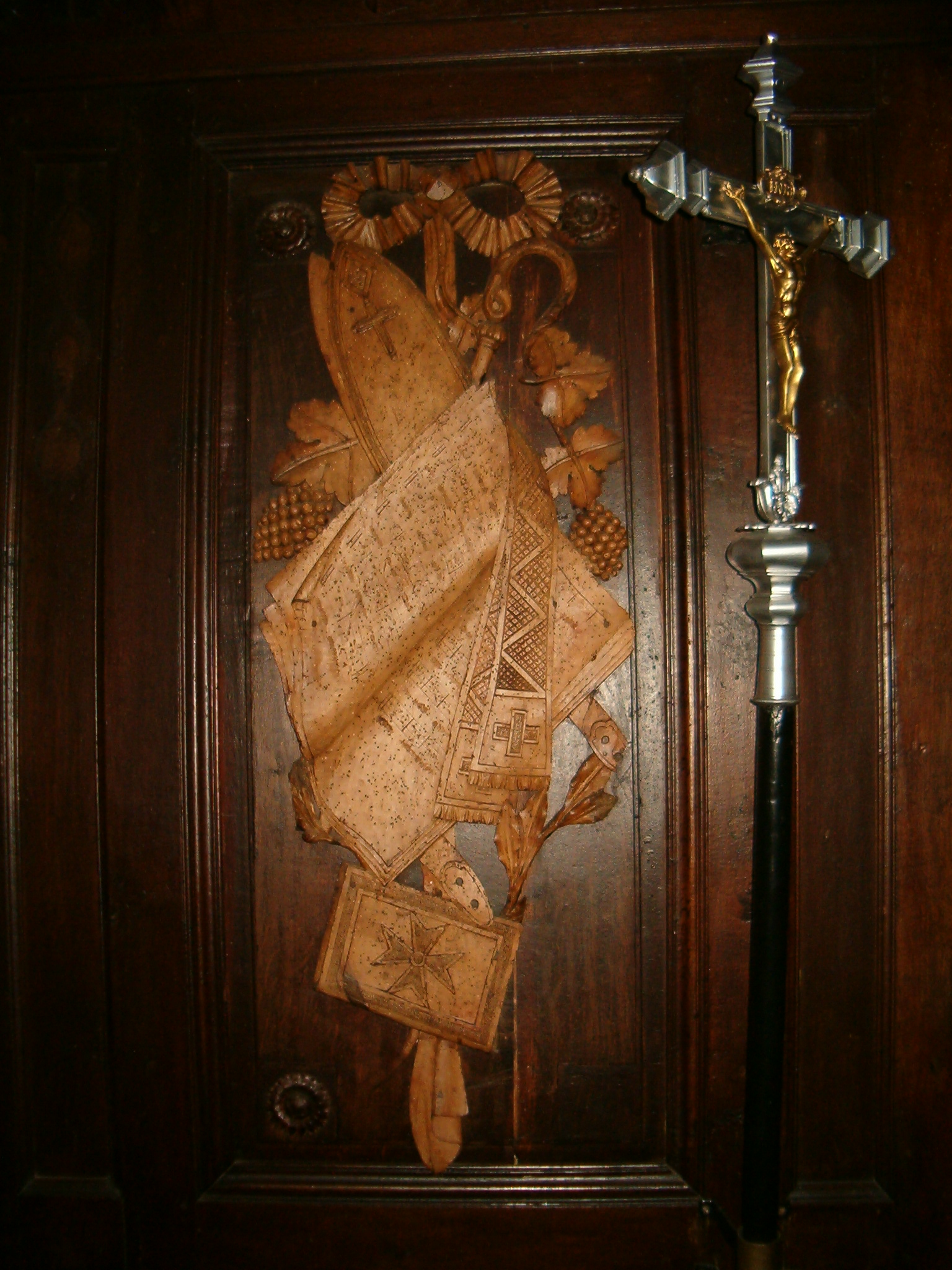
Boiseries du chœur.

### Fontaines
Il existe trois « fontaines » (nom donnés aux lavoirs / abreuvoirs dans le Haut-Doubs) à Bolandoz. 
- La fontaine Marianne

Située dans la Grande rue à l'intersection des routes menant à Reugney, Nans-sous-Sainte-Anne et Flagey, elle est de loin la plus belle et a été construite au XIXe siècle par l'architecte Sauterey. Décriée par la population locale du fait qu'elle soit surmontée d'un buste en fonte représentant Marianne, attribué au sculpteur Gauthier. Ce buste commémore le centenaire de la République, comme l'indiquent les trois médailles ornant le collier porté par l'effigie. On peut y lire : « 1789 » « RF » et « 1889 ». La borne d'arrivée d'eau de cette fontaine, placée au centre d'un bassin servant d'abreuvoir, porte la date de 1875, à l'arrière s'élève un lavoir couvert dont les caractéristiques (bassin rectangulaire, colonnades d'ordre toscan en façade) relève d'un type très répandu dans le nord de la Franche Comté.
- La grande fontaine

Située plus haut dans la Grande rue, c'est un bâtiment de 21m de long dont le toit est soutenu par 8 piliers en pierre et agrémenté d'une pile de jet centrale surmontée d'un vase en pierre.

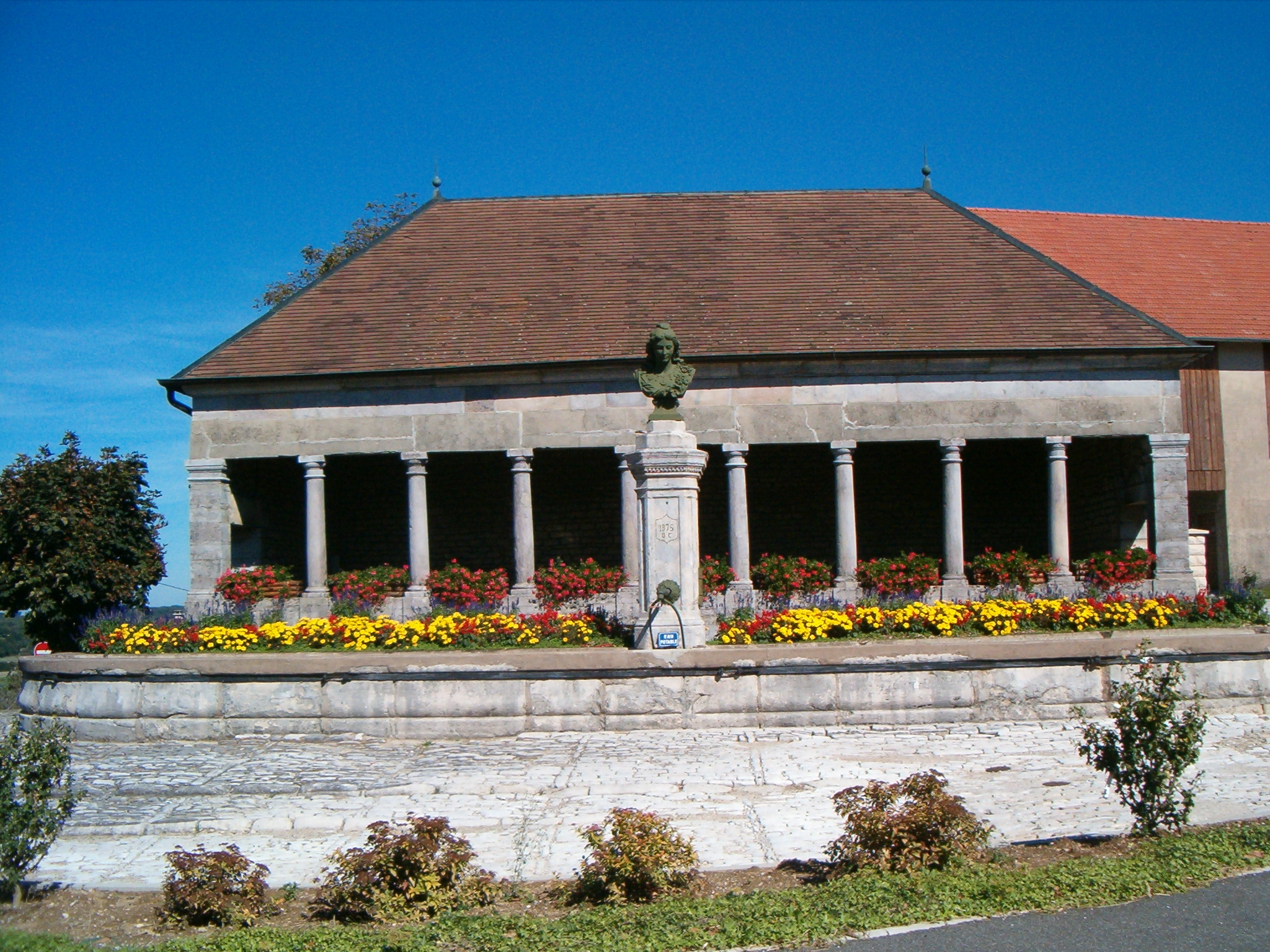
La fontaine Marianne.
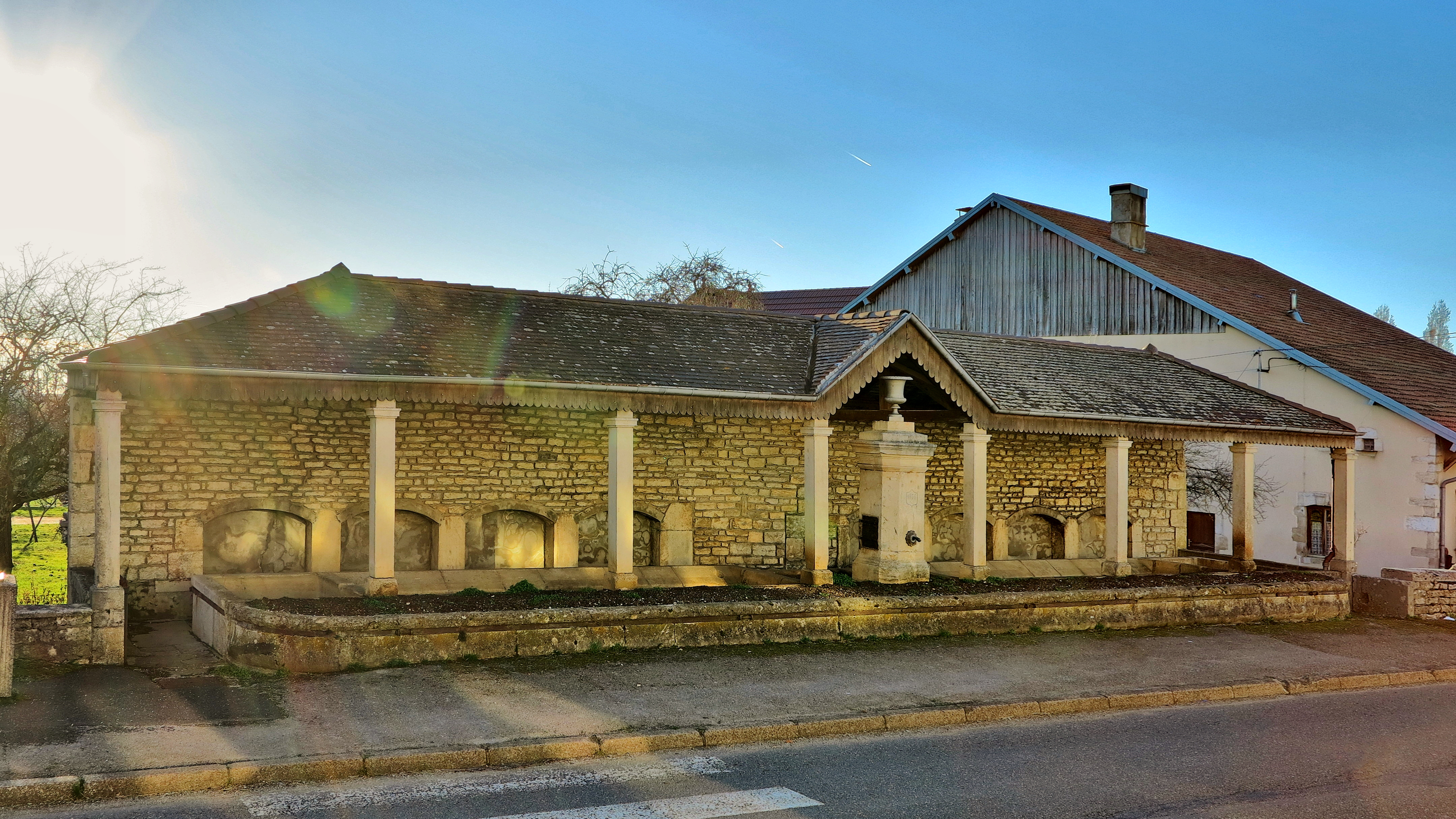
La grande fontaine.

### Chapelles
- La chapelle de Notre-Dame-des-Aventures (également appelée chapelle des Aventures ou chapelle Notre-Dame-de-la-Bonne-Aventure) se trouve à environ un kilomètre en direction de Déservillers. Cette chapelle a été construite sur le site d'une ancienne maladrerie, et abrite une statue de Notre-Dame-des-Aventures datant du XVe siècle[15],[25].
- La chapelle dédiée à Jean-Antoine Demontrond située route de Salins, au carrefour avec la route d'Amancey.

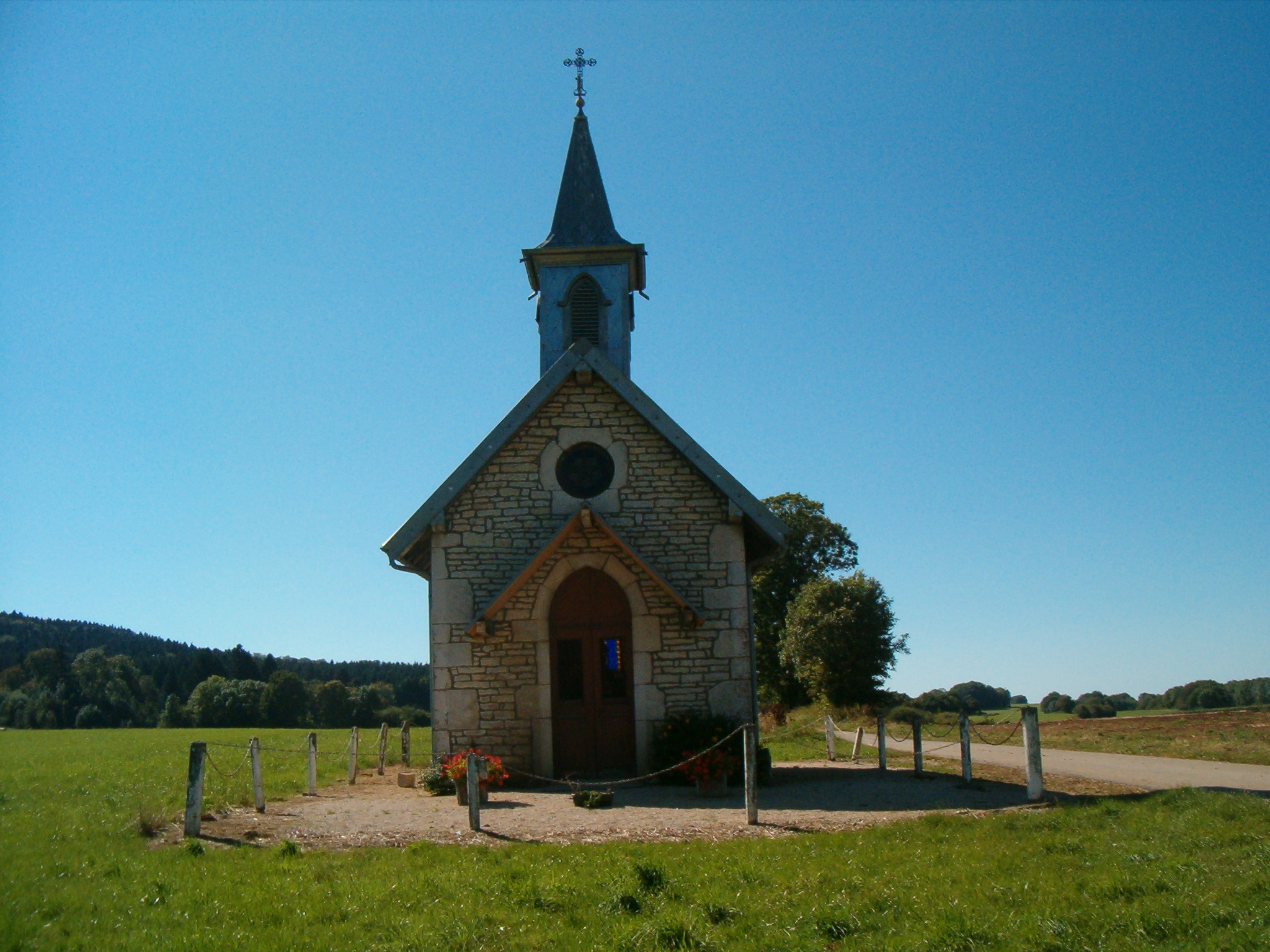
Chapelle Notre-Dame-des-Aventures.
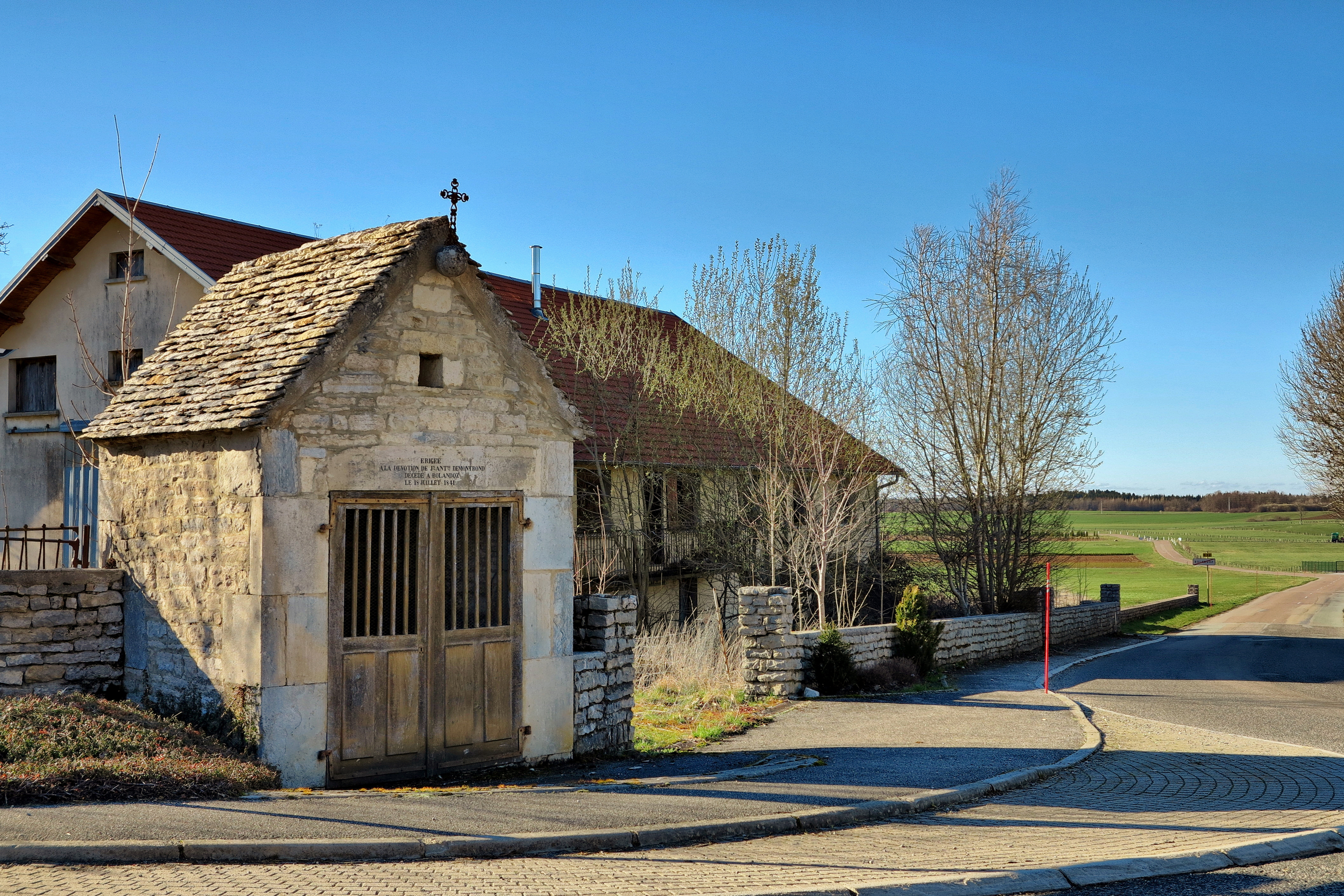
Chapelle dédiée à J-A Demontrond.

### Rocher, cascade et moulins de Rochanon
Sur la « côte » de Bolandoz, se trouve le site de Rochanon. On peut voir sur ce site, but de promenade, le rocher de Rochanon, la Vierge de Rochanon (statue de la Vierge située dans une cavité en surplomb de la route) ainsi que la cascade de Rochanon.
C'est en 1721 qu'un certain Guyonvernier habitant déjà sur le site de Rochanon (étymologiquement : « roche à eau ») construisit sur les ruines d'un ancien bâtiment du XVIe siècle, un petit hameau constitué de deux maisons d'habitation, d'un bâtiment abritant trois moulins et une forge (appelé moulins de la Roche), d'un autre bâtiment avec une scierie, une huilerie et une ribe (sorte de moulin comtois servant à broyer le lin et le chanvre).
Un étang servait de réservoir afin d'alimenter les moulins, permettant ainsi aux habitants de Bolandoz de venir y faire moudre leurs récoltes et profiter des services offerts par la forge, la scierie et l'huilerie.
Malheureusement, cet endroit très difficile d'accès fut rapidement délaissé pour d'autres moulins situés dans des endroits plus accessibles et au fonctionnement plus régulier (le débit du ruisseau de Rochanon est en effet très fluctuant). Ce fut donc la ruine pour le hameau de Rochanon qui disparut juste avant la guerre de 1870. Il ne subsiste aujourd'hui, pratiquement aucune trace de ces moulins.

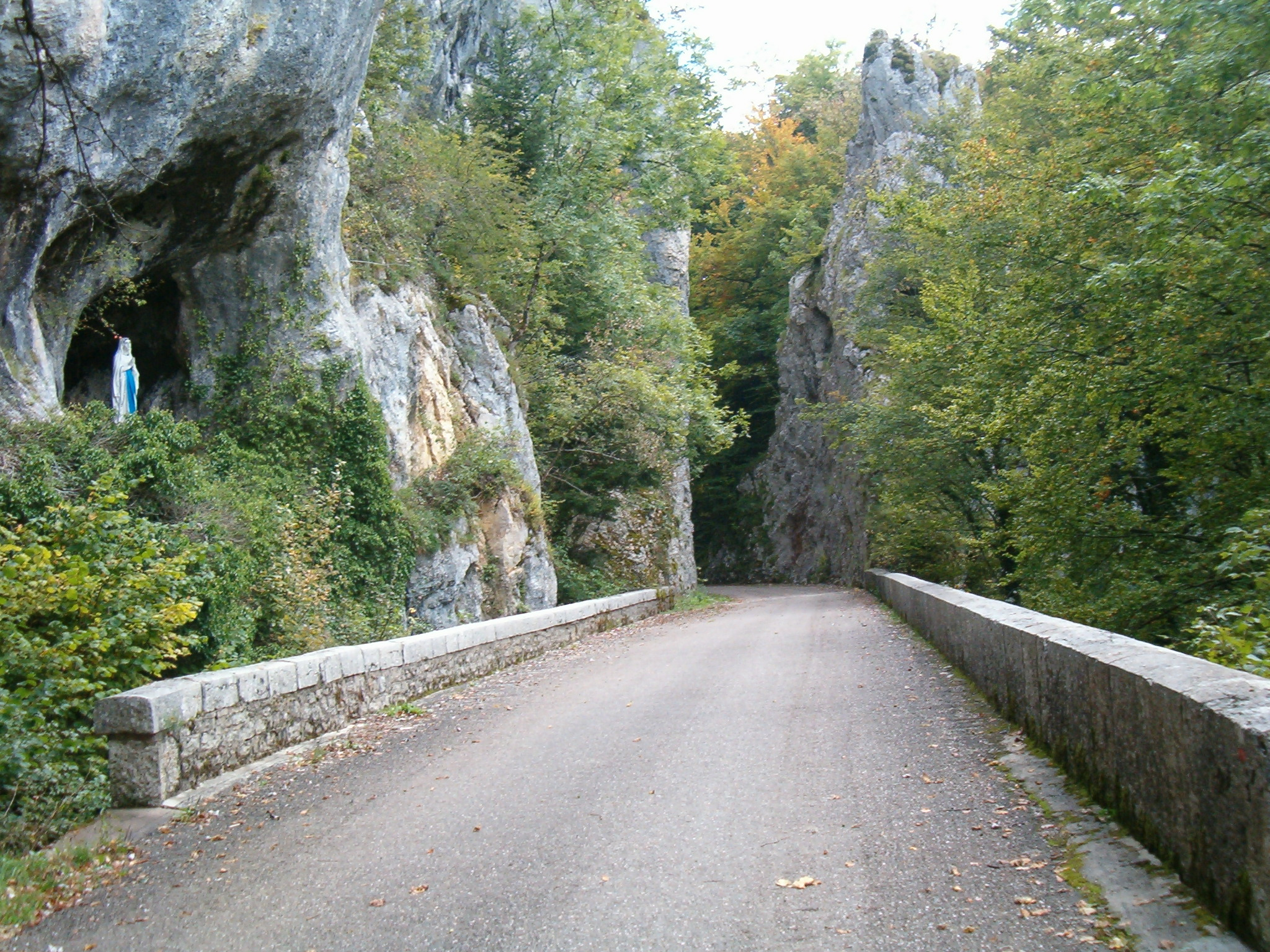
Défilé de Rochanon.
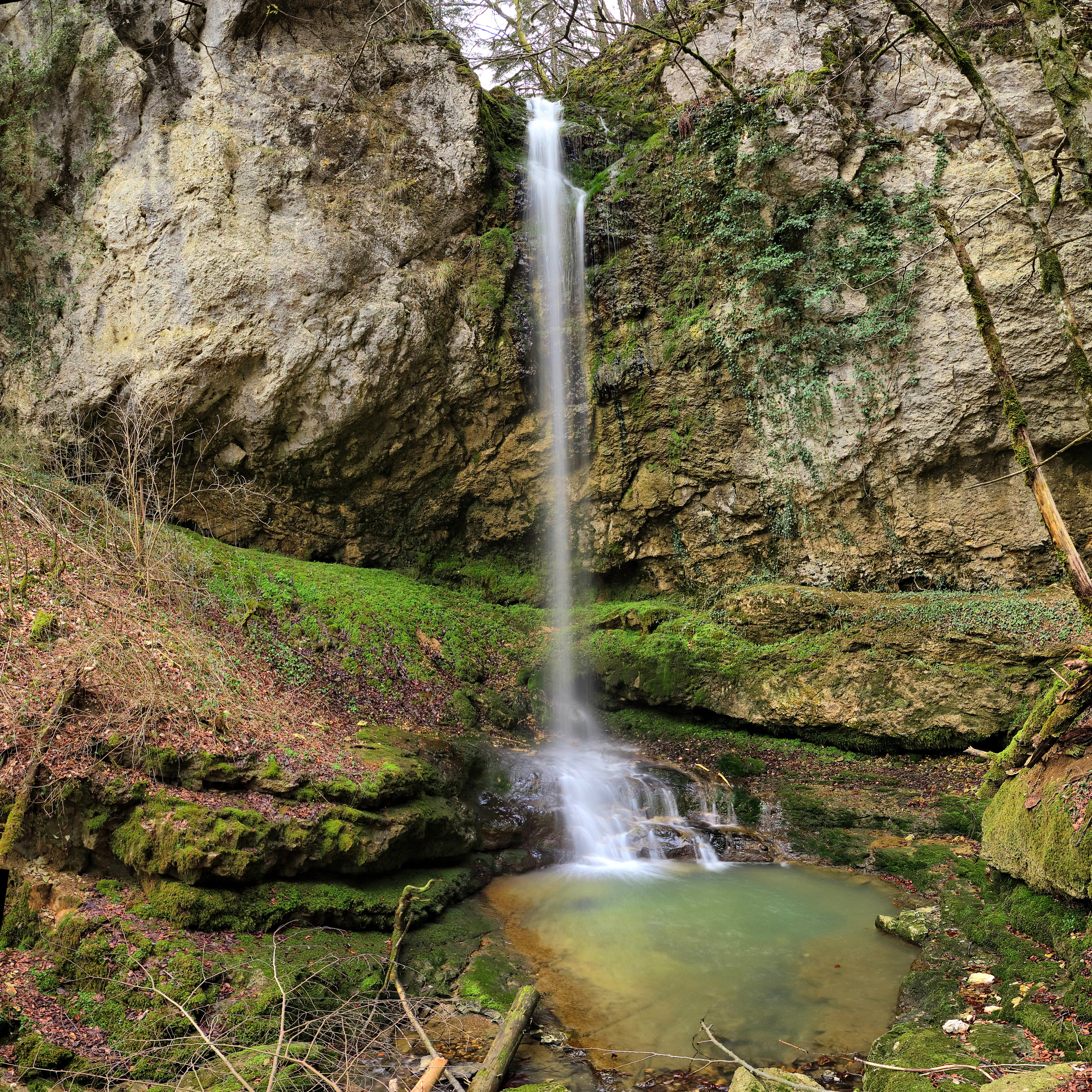
Cascade du rocher de Rochanon.
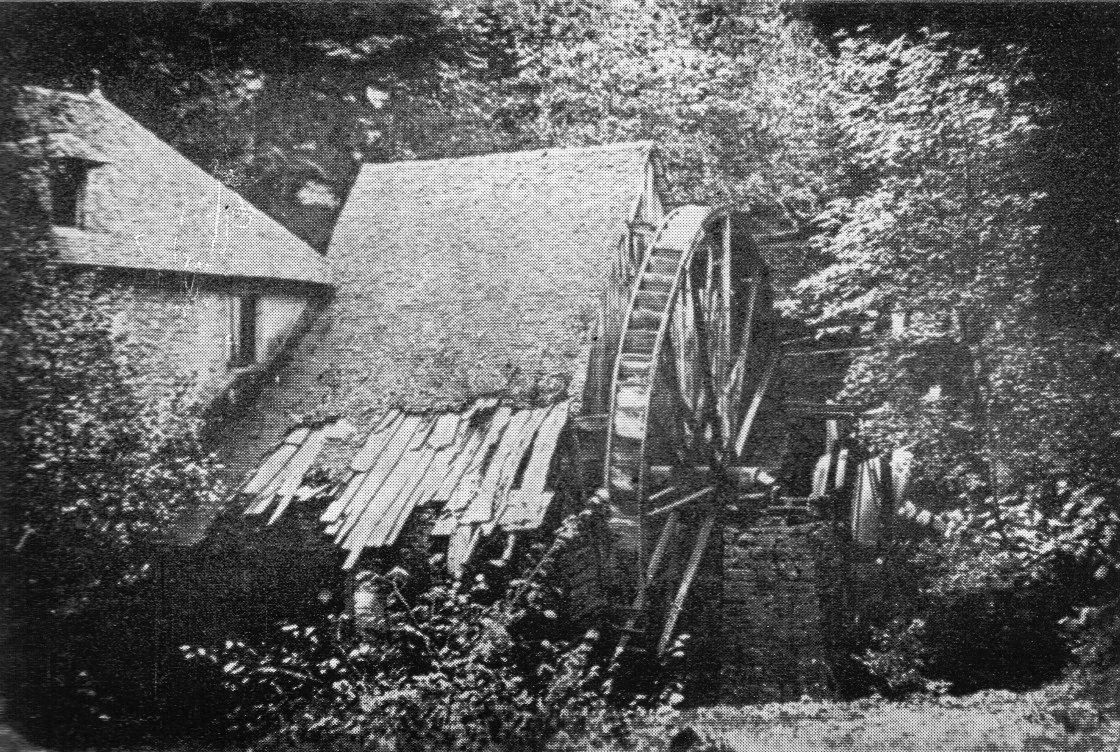
Moulin de Rochanon.
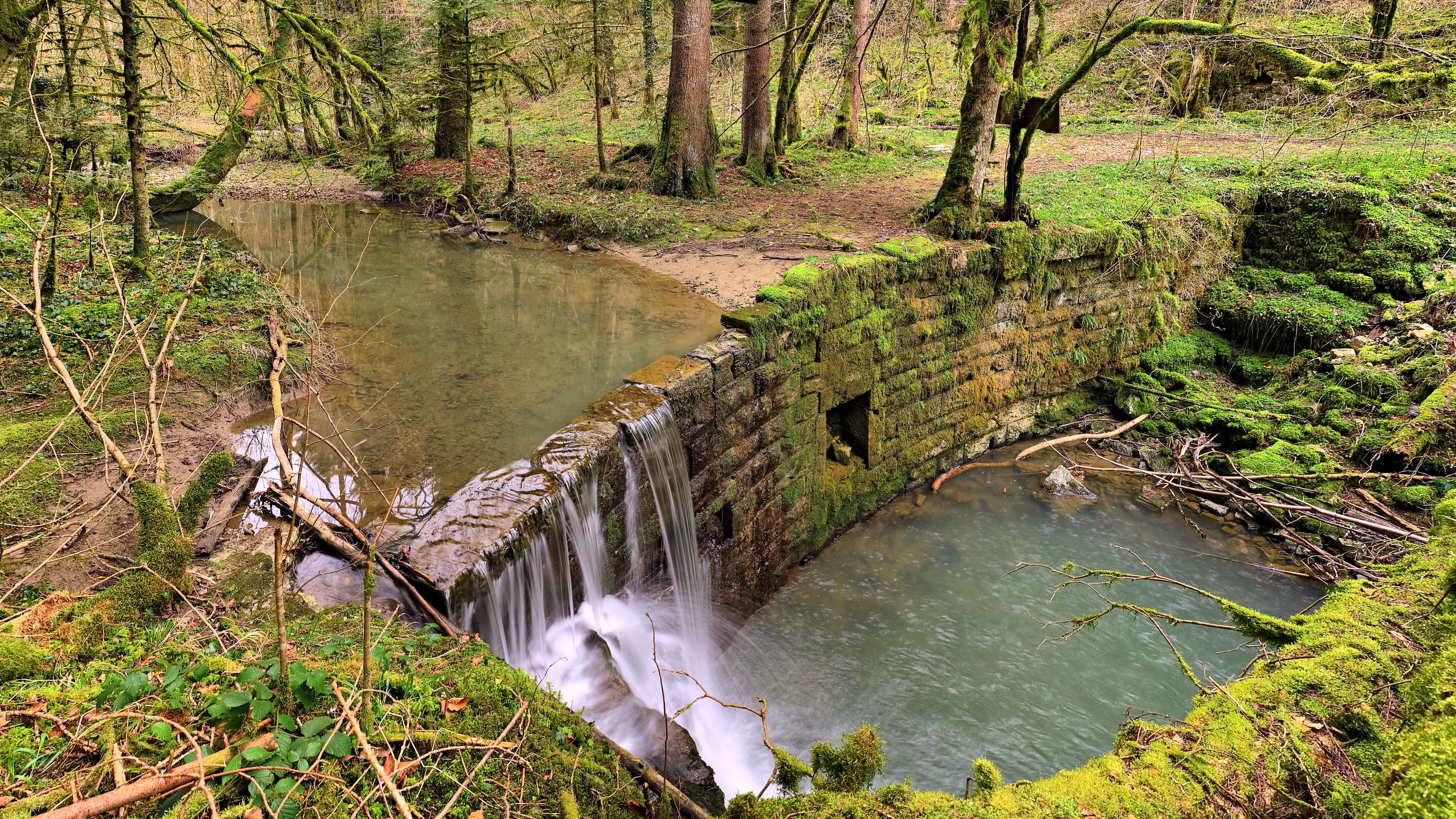
Vestiges du moulin de Rochanon.

### Oratoire Notre-Dame-le-Refuge-des-Pêcheurs
Datant de 1841, cet oratoire mesure 270 cm sur 270 cm. Il se trouve Grande-Rue.

### Mairie-école
Une mairie-école, datant de 1841 et 1842, construite selon les plans de Baille et Deville, règne au 1, rue de la Mairie.

### Croix de mission
En pierre, fer et fonte, elle fut construite pendant la seconde moitié du XIXe siècle. Rue de l'Église.

### Ancienne gare
Construite de 1907 à 1910, l'ingénieur de cette dernière fut Laborie. Elle se trouve 27, rue de Salins.